# كود النشاط
كود النشاط (بالإنجليزية: Activity Code)‏ هو قيمة عددية أو نصية أو أكثر من قيمة تحدد خصائص العمل أو تقوم بشكل ما بتصنيف أحد الأنشطة بالبرنامج الزمني بما يتيح تنقية وترتيب الأنشطة داخل التقارير.